# Amphimallon julieni
Amphimallon julieni är en skalbaggsart som beskrevs av Baraud 1972. Amphimallon julieni ingår i släktet Amphimallon och familjen Melolonthidae. Inga underarter finns listade i Catalogue of Life.